# Nivchen

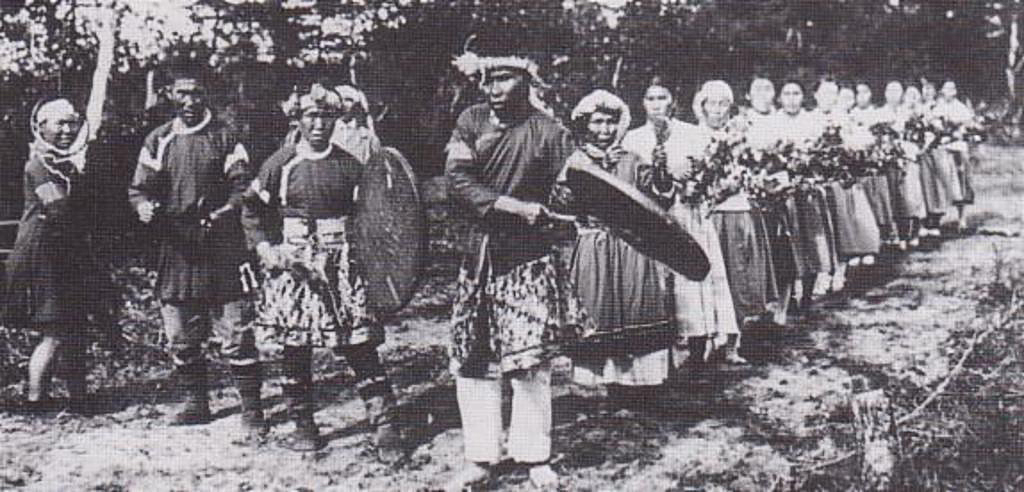
Nivchen in traditionele jagerskleding (voor 1945).

De Nivchen (Russisch: Нивхи) (ook Nivch, verouderde benaming: Giljaken) zijn een inheems volk dat leeft in de buurt van de monding van de Amoer en op Sachalin. Hun aantal bedroeg 4652 volgens de Russische volkstelling van 2010. De meesten spreken Russisch, ongeveer 4 procent Nivch.
De naam is afkomstig van "mens" in de plaatselijke taal. Giljak komt van een Tungusisch exoniem.
De eerste vermelding van de Nivchen in de geschiedenis is een middeleeuwse Chinese bron die ze Giljemi noemde (Chinees: 吉列迷 Jílièmí), en die in contact stonden met de Mongoolse heersers van de Yuan-dynastie in China.
Vele eeuwen waren de Nivchen schatplichtig aan het Mantsjoerijk. Na het Verdrag van Nertsjinsk in 1689 functioneerden ze als bemiddelaars tussen de Russen, Mantjsoe en de Japanners. Deze laatste via hun vazallen, de Ainu. Hun land besloeg de noordelijke kust van Mantsjoerije vanaf het Russische fort van Toegoer oostwaarts tot aan de monding van de Amoer nabij Nikolajevsk, dan verder zuidelijk langs de Tatarensont tot aan de baai De Kastri.
De Nivchen leden onder de verovering door de Siberische Kozakken en de gevolgen van de straffenpolitiek van de Russische tsaren die Sachalin omvormden tot een strafoord. Er volgden twee Japanse bezettingen in 1904-05 en 1920-25 plus de Russische Revolutie, Stalins heksenvervolging en de collectivisatie waarbij de Nivchen als modelbevolking werden bestempeld. Ze kregen deze twijfelachtige eer omdat ze onmiddellijk de stap van steentijd naar socialisme hadden gezet.
Ondanks deze wisselvalligheden overleefden de Nivchen. Na de Russische Revolutie werd de autonome Okroeg Giljak gesticht tijdens de jaren 1920 nabij de Tartarensont. Tsjoener Taksami was de eerste figuur uit de moderne literatuur. Sinds de oprichting van het GOS hebben ze het beter dan de Ainu of de Kamtsjadalen, maar veel minder dan de Tsjoektsjen of de Toevanen.
Vandaag leven de Nivchen in het noordelijke deel van Sachalin en zien hun toekomst bedreigd door de grote offshore ontginningsprojecten Sachalin-I en Sachalin-II. Sinds januari 2005 worden de Nivchen geleid door Aleksej Limanzo die voorstander is van geweldloze acties tegen deze plannen.

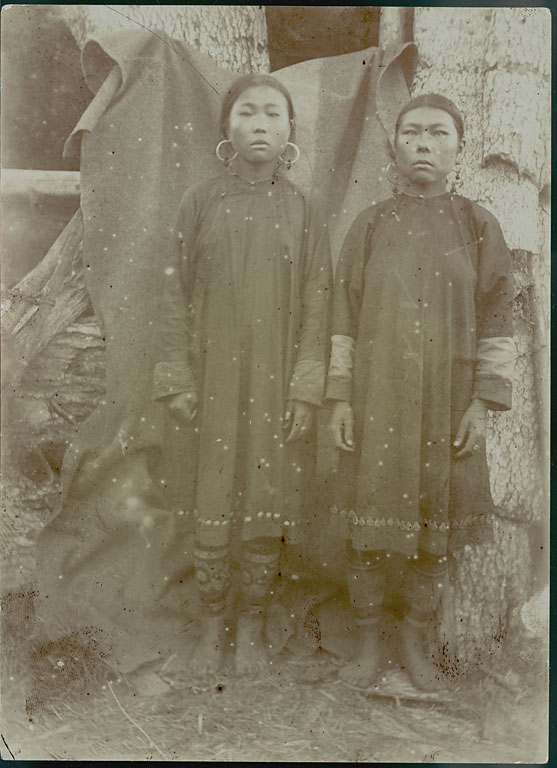
Nivch-meisjes
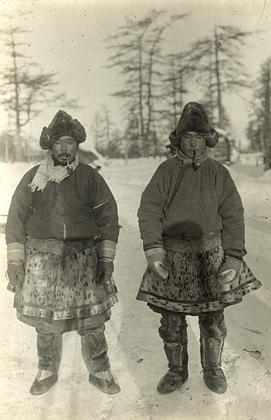
Twee mannelijke Nivchen
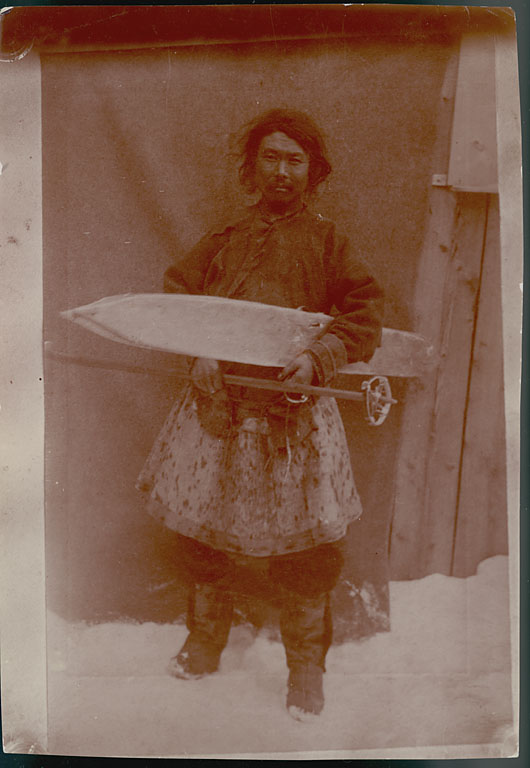
Jager
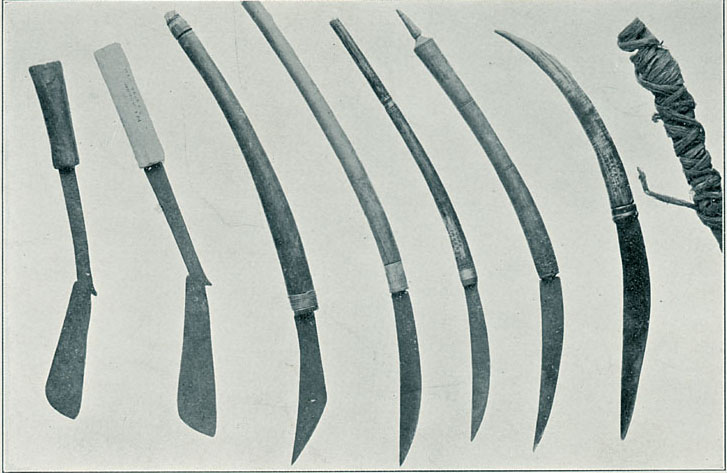
Jachtgereedschappen
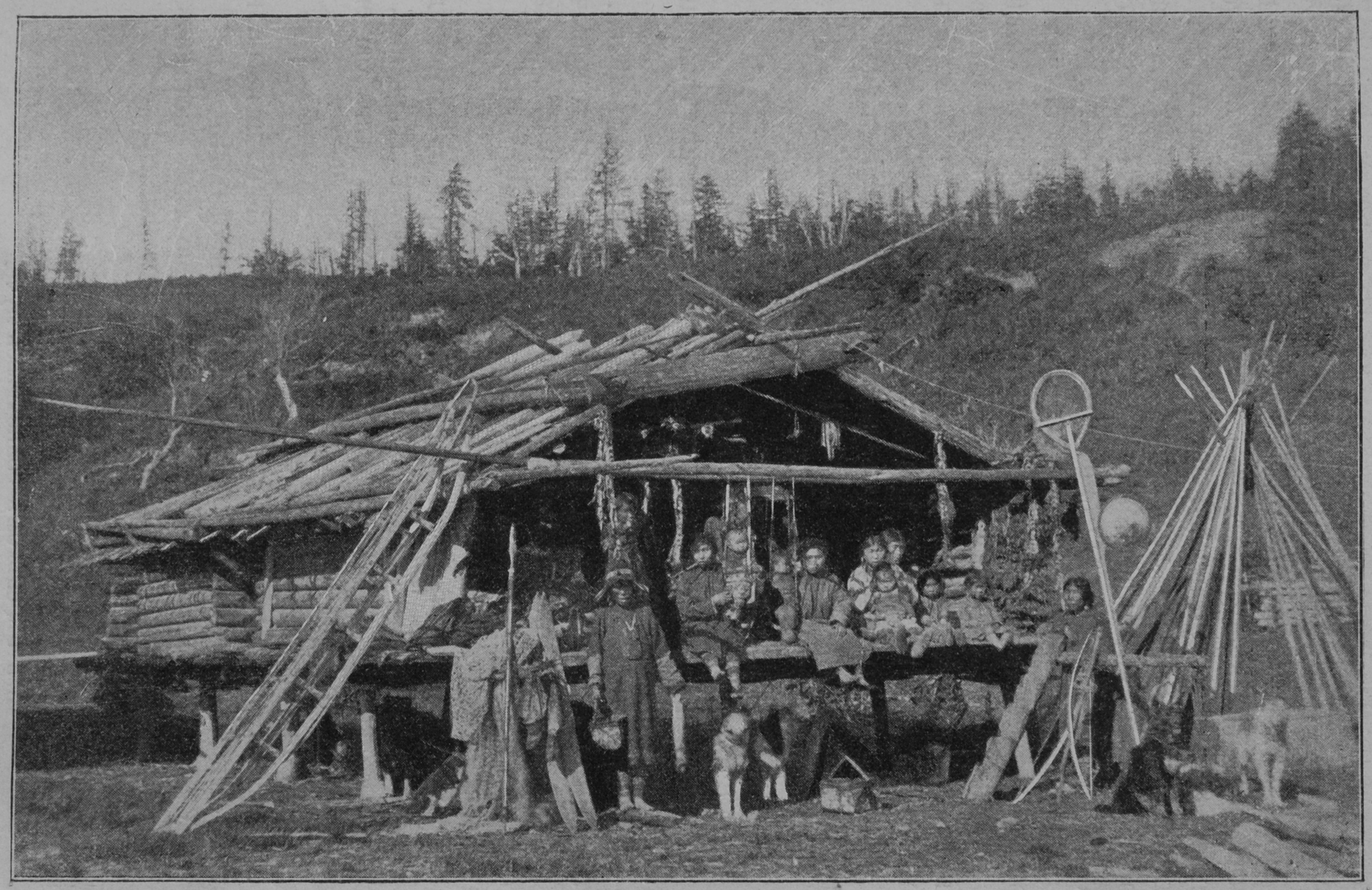
Traditionele woning